# Exekutivagentur für Innovation und Netze
Die Exekutivagentur für Innovation und Netze (INEA, englisch Innovation and Networks Executive Agency, ehemals Exekutivagentur Transeuropäisches Verkehrsnetz) ist eine Behörde der Europäischen Union mit Sitz in der Brüsseler Vorstadt Etterbeek und der Generaldirektion Mobilität und Verkehr zugeordnet.
Die Agentur ist eine von zurzeit sechs Exekutivagenturen der Europäischen Union. Diese nehmen unter den Agenturen der EU eine Sonderstellung ein. Sie werden von der Europäischen Kommission gegründet und sind mit der Verwaltung von bestimmten Programmen beauftragt. Dabei sind sie nicht auf Dauer angelegt, sondern nur für einen begrenzten Zeitraum eingerichtet und im Rang einer Generaldirektion der Europäischen Kommission gleichgestellt. Im Unterschied zu den anderen EU-Agenturen müssen sie in Brüssel oder Luxemburg angesiedelt sein und haben, anders als diese, auch keine eigene Rechtspersönlichkeit.
Aufgabe der Exekutivagentur ist die Umsetzung der Aufgaben zu den Transeuropäischen Verkehrsnetzen, welche sich aus dem Kapitel „Transeuropäische Netze“ des Vertrags über die Arbeitsweise der Europäischen Union ergibt.
Rechtsgrundlage für diese Exekutivagentur ist zum einen die EU-Ratsverordnung 58/2003 vom 19. Dezember 2002 sowie der Beschluss der Kommission 2007/60/EG vom 26. Oktober 2006.
Seit 2014 übernimmt die INEA ebenfalls die Verwaltung des erneuerten Marco-Polo-Programms.
2014 wurde die Exekutivagentur wurde durch INEA abgelöst und die Exekutivagentur INEA wurde 2021 durch CINEA abgelöst.